# Дискография Psy
Это дискография южнокорейского исполнителя Psy. Он широко известен своими юмористическими видео и сценическими выступлениями, а также своим хитом-синглом «Gangnam Style», песней о том, откуда он пришёл и которая рассказывает о жизни жителей Каннамгу, района в Сеуле, Южная Корея.
В январе 2001 года Psy дебютировал со своим полноформатным альбомом Psy from the Psycho World!, за что получил штраф из-за обвинений в том, что альбом содержал «неподобающий контент». Он выпустил свой спорный второй альбом, Sa 2, в 2002 году, который вызвал жалобы от заинтересованных гражданских групп из-за потенциально негативного влияния его альбома на детей и подростков. С тех пор Psy считался спорным исполнителем, и Sa 2 был запрещён в 2002 году к продаже лицам моложе 19 лет. Позже, в сентябре того же года, Psy выпустил свой третий альбом 3 Mai. Заглавная песня альбома, «Champion», имела большой успех отчасти из-за шумихи вокруг игр Чемпионата мира, проходивших в Сеуле. Несмотря на значительное количество споров вокруг его музыки, Psy был удостоен наград за сочинение песен на ежегодной церемонии Seoul Music Awards, которая ознаменовала его прорыв в музыкальной индустрии Южной Кореи.
В 2006 году Psy выпустил свой 4-й альбом Sa Jib, который получил награды на SBS Music Awards 2006 и Mnet Asian Music Awards. Psy выпустил свой 5-й альбом PsyYFive в 2010 году, но его ведущий сингл «Right Now» был запрещён Министерством по вопросам гендерного равенства и семей Республики Кореи за «непристойные» текста песен. Несмотря на то, что его ведущий сингл был запрещён, Psy получил награды в 2011 году Melon Music Awards и Mnet Asian Music Awards. До выхода «Gangnam Style», Psy возглавлял отечественные музыкальные чарты полдюжины раз на протяжении своей 12-летней карьеры, согласно Billboard.
В июле 2012 года PSY выпустил свой 6-й альбом Psy 6 (Six Rules), Part 1 и песня «Gangnam Style» появились в радиовещательных сетях и газетах за пределами Азии. 14 августа «Gangnam Style» занял первое место в ежемесячном чарте YouTube «самые просматриваемые видео»; он собрал более 2 миллиардов на YouTube (первый, кто достиг этой отметки и в настоящее время является одним из самых просматриваемых видео в истории YouTube). Его сингл «Gentleman» был выпущен 12 апреля 2013 года в 119 странах.

## Альбомы

### Студийные альбомы
| Название                                                                                 | Детали                                                                                         | Высшая позиция в чартах | Высшая позиция в чартах | Высшая позиция в чартах | Высшая позиция в чартах | Продажи и сертификации  |
| Название                                                                                 | Детали                                                                                         | KOR RIAK                | KOR Gaon                | JPN                     | US World                | Продажи и сертификации  |
| ---------------------------------------------------------------------------------------- | ---------------------------------------------------------------------------------------------- | ----------------------- | ----------------------- | ----------------------- | ----------------------- | ----------------------- |
| Psy from the Psycho World!                                                               | - Релиз: 12 февраля 2001 - Лейбл: Yedang, Cream - Формат: CD, кассета, загрузка                | 19                      | —                       | —                       | —                       | - KOR: 124,656          |
| Ssa2                                                                                     | - Релиз: 1 января 2002 - Лейбл: Yedang, Cream - Формат: CD, кассета, загрузка                  | 14                      | —                       | —                       | —                       | - KOR: 73,833           |
| 3 Mai                                                                                    | - Релиз: 18 сентября 2002 - Лейбл: Yedang, Pan - Формат: CD, кассета, загрузка                 | 11                      | —                       | —                       | —                       | - KOR: 135,223          |
| Ssajib                                                                                   | - Релиз: 24 июля 2006 - Лейбл: Yamazone, Seoul Records - Формат: CD, кассета, загрузка         | 2                       | —                       | —                       | —                       | - KOR: 50,396           |
| PsyFive                                                                                  | - Релиз: 20 октября 2010 - Лейбл: YG Entertainment - Формат: CD, загрузка                      | н/д                     | 6                       | —                       | —                       | - KOR: 22,950           |
| Chiljip Psy-da                                                                           | - Релиз: 1 декабря 2015 - Лейбл: YG Entertainment, School Boy, Republic - Формат: CD, загрузка | н/д                     | 6                       | —                       | 6                       | - KOR: 6,816            |
| 4X2=8                                                                                    | - Релиз: 10 мая 2017 - Лейбл: YG Entertainment - Формат: CD, загрузка                          | н/д                     | 5                       | 268                     | 5                       | - KOR: 5,735 - JPN: 202 |
| Psy 9th                                                                                  | - Релиз: 29 апреля 2022 - Лейбл: P Nation, Dreamus - Формат: CD, загрузка                      | н/д                     | —                       | —                       | —                       |                         |
| «—» обозначает запись, которая не попала в чарт или не была выпущена на этой территории. |                                                                                                |                         |                         |                         |                         |                         |

### Мини-альбомы
| Название                  | Детали                                                                 | Высшая позиция в чартах | Высшая позиция в чартах | Высшая позиция в чартах | Продажи и сертификации       |
| Название                  | Детали                                                                 | KOR                     | JPN                     | US World                | Продажи и сертификации       |
| ------------------------- | ---------------------------------------------------------------------- | ----------------------- | ----------------------- | ----------------------- | ---------------------------- |
| Psy 6 (Six Rules), Part 1 | - Релиз: 15 июля 2012 - Лейбл: YG Entertainment - Формат: CD, загрузка | 1                       | 92                      | 2                       | - KOR: 129,688 - JPN: 10,534 |

### Ремиксовые альбомы
| Название                                                                                 | Детали                                                    | Высшая позиция в чартах | Продажи и сертификации |
| Название                                                                                 | Детали                                                    | KOR                     | Продажи и сертификации |
| ---------------------------------------------------------------------------------------- | --------------------------------------------------------- | ----------------------- | ---------------------- |
| Remake & Mix 18 Beon                                                                     | - Релиз: 22 июля 2005 - Лейбл: EMI Korea - Формат: CD, DL | 1                       | - KOR: 61,000          |
| «—» обозначает запись, которая не попала в чарт или не была выпущена на этой территории. |                                                           |                         |                        |

## Синглы

### В качестве ведущего исполнителя
| Название                                                                                 | Год  | Высшая позиция в чартах | Высшая позиция в чартах | Высшая позиция в чартах | Высшая позиция в чартах | Высшая позиция в чартах | Высшая позиция в чартах | Высшая позиция в чартах | Высшая позиция в чартах | Высшая позиция в чартах | Высшая позиция в чартах | Высшая позиция в чартах | Сертификации | Альбом                     |
| Название                                                                                 | Год  | KOR                     | AUS                     | CAN                     | FRA                     | GER                     | NOR                     | NZ                      | SWI                     | UK                      | US                      | US World                | Сертификации | Альбом                     |
| ---------------------------------------------------------------------------------------- | ---- | ----------------------- | ----------------------- | ----------------------- | ----------------------- | ----------------------- | ----------------------- | ----------------------- | ----------------------- | ----------------------- | ----------------------- | ----------------------- | --- | -------------------------- |
| «Bird (새)»                                                                              | 2001 | 1                       | —                       | —                       | —                       | —                       | —                       | —                       | —                       | —                       | —                       | —                       | | PSY from the Psycho World! |
| «The End (끝)»                                                                           | 2001 | 1                       | —                       | —                       | —                       | —                       | —                       | —                       | —                       | —                       | —                       | —                       | | PSY from the Psycho World! |
| «Hooray (얼씨구)»                                                                        | 2002 | —                       | —                       | —                       | —                       | —                       | —                       | —                       | —                       | —                       | —                       | —                       | | Ssa2                       |
| «Singosik (신고식)»                                                                      | 2002 | —                       | —                       | —                       | —                       | —                       | —                       | —                       | —                       | —                       | —                       | —                       | | Ssa2                       |
| «Champion (챔피언)»                                                                      | 2002 | 1                       | —                       | —                       | —                       | —                       | —                       | —                       | —                       | —                       | —                       | —                       | | 3 Mai                      |
| «Paradise (낙원)» (при участии Lee Jae-hoon)                                             | 2002 | 9                       | —                       | —                       | —                       | —                       | —                       | —                       | —                       | —                       | —                       | —                       | | 3 Mai                      |
| «Home Run (홈런)»                                                                        | 2003 | 43                      | —                       | —                       | —                       | —                       | —                       | —                       | —                       | —                       | —                       | —                       | | Reversal of Fortune OST    |
| «Someday (언젠가는)»                                                                     | 2005 | 48                      | —                       | —                       | —                       | —                       | —                       | —                       | —                       | —                       | —                       | —                       | | Remake & Mix 18 Beon       |
| «Delight (환희)»                                                                         | 2005 | 3                       | —                       | —                       | —                       | —                       | —                       | —                       | —                       | —                       | —                       | —                       | | Remake & Mix 18 Beon       |
| «Father (아버지)»                                                                        | 2005 | 20                      | —                       | —                       | —                       | —                       | —                       | —                       | —                       | —                       | —                       | —                       | | Remake & Mix 18 Beon       |
| «We Are the One»                                                                         | 2006 | 2                       | —                       | —                       | —                       | —                       | —                       | —                       | —                       | —                       | —                       | —                       | | Ssajib                     |
| «Entertainer (연예인)»                                                                   | 2006 | 1                       | —                       | —                       | —                       | —                       | —                       | —                       | —                       | —                       | —                       | —                       | | Ssajib                     |
| «Beautiful Goodbye 2 (아름다운 이별 2)» (при участии Lee Jae-hoon)                       | 2006 | 33                      | —                       | —                       | —                       | —                       | —                       | —                       | —                       | —                       | —                       | —                       | | Ssajib                     |
| «Because It’s Raining (비오니까)»                                                        | 2007 | 93                      | —                       | —                       | —                       | —                       | —                       | —                       | —                       | —                       | —                       | —                       | | Ssajib                     |
| «Ring For Me Once Again» (при участии Kim Jang Hoon)                                     | 2010 | —                       | —                       | —                       | —                       | —                       | —                       | —                       | —                       | —                       | —                       | —                       | | Внеальбомный сингл         |
| «In My Eyes (내 눈에는)» (при участии Lee Jae-hoon)                                      | 2010 | 11                      | —                       | —                       | —                       | —                       | —                       | —                       | —                       | —                       | —                       | —                       | | PSYfive                    |
| «Thank You» (при участии Seo In-Young)                                                   | 2010 | 16                      | —                       | —                       | —                       | —                       | —                       | —                       | —                       | —                       | —                       | —                       | | PSYfive                    |
| «Right Now»                                                                              | 2010 | 4                       | —                       | —                       | —                       | —                       | —                       | —                       | —                       | —                       | —                       | 6                       | | PSYfive                    |
| «It’s Art (예술이야)»                                                                    | 2011 | 51                      | —                       | —                       | —                       | —                       | —                       | —                       | —                       | —                       | —                       | —                       | | PSYfive                    |
| «Shake It (흔들어 주세요)» (при участии Noh Hong-chul)                                   | 2011 | 4                       | —                       | —                       | —                       | —                       | —                       | —                       | —                       | —                       | —                       | —                       | | Внеальбомный сингл         |
| «Father (아버지) (@ Summer Stand Live Concert)»                                          | 2012 | 29                      | —                       | —                       | —                       | —                       | —                       | —                       | —                       | —                       | —                       | —                       | | Внеальбомный сингл         |
| «Korea»                                                                                  | 2012 | 75                      | —                       | —                       | —                       | —                       | —                       | —                       | —                       | —                       | —                       | —                       | | Внеальбомный сингл         |
| «Gangnam Style (강남스타일)»                                                             | 2012 | 1                       | 1                       | 1                       | 1                       | 1                       | 1                       | 1                       | 1                       | 1                       | 2                       | 1                       | - ARIA: 10 × платиновый - BPI: 2 × платиновый - BVMI: 5 × золотой - IFPI SWI: 3 × платиновый - MC: 4 × платиновый - RMNZ: 4 × платиновый - RIAA: 5 × платиновый | PSY 6 (Six Rules), Part 1  |
| «Oppa Is Just My Style (오빤 딱 내 스타일)» (при участии Хёны)                           | 2012 | —                       | —                       | —                       | —                       | —                       | —                       | —                       | —                       | —                       | —                       | —                       | | Внеальбомный сингл         |
| «Gentleman»                                                                              | 2013 | 1                       | 15                      | 9                       | 11                      | 12                      | 13                      | 10                      | 3                       | 10                      | 5                       | 1                       | - ARIA: золотой - BPI: серебряный - BVMI: золотой - IFPI SWI: золотой                                                                                           | Внеальбомный сингл         |
| «Hangover» (при участии Snoop Dogg)                                                      | 2014 | —                       | 81                      | —                       | 171                     | —                       | —                       | —                       | —                       | —                       | 26                      | 1                       | | Внеальбомный сингл         |
| «Father» (при участии Лан Лана)                                                          | 2015 | —                       | —                       | —                       | —                       | —                       | —                       | —                       | —                       | —                       | —                       | —                       | | Внеальбомный сингл         |
| «Daddy» (при участии CL из 2NE1)                                                         | 2015 | 1                       | 103                     | 36                      | —                       | —                       | —                       | —                       | —                       | —                       | 97                      | 1                       | | Chiljip PSY-da             |
| «Napal Baji»                                                                             | 2015 | 2                       | —                       | —                       | —                       | —                       | —                       | —                       | —                       | —                       | —                       | 12                      | | Chiljip PSY-da             |
| «New Face»                                                                               | 2017 | 3                       | —                       | —                       | —                       | —                       | —                       | —                       | —                       | —                       | —                       | 5                       | | 4X2=8                      |
| «I Luv It»                                                                               | 2017 | 1                       | —                       | —                       | —                       | —                       | —                       | —                       | —                       | —                       | —                       | 4                       | | 4X2=8                      |
| «—» обозначает запись, которая не попала в чарт или не была выпущена на этой территории. |      |                         |                         |                         |                         |                         |                         |                         |                         |                         |                         |                         | |                            |

### В качестве приглашенного исполнителя
| Название                                               | Год  | Высшая позиция в чартах | Высшая позиция в чартах | Высшая позиция в чартах | Высшая позиция в чартах | Высшая позиция в чартах | Высшая позиция в чартах | Высшая позиция в чартах | Высшая позиция в чартах | Альбом |
| Название                                               | Год  | US                      | US Com.                 | AUS                     | CAN                     | IRE                     | NZ                      | SWE                     | UK                      | Альбом |
| ------------------------------------------------------ | ---- | ----------------------- | ----------------------- | ----------------------- | ----------------------- | ----------------------- | ----------------------- | ----------------------- | ----------------------- | ------ |
| «Earth» (Lil Dicky при участии различных исполнителей) | 2019 | 17                      | 1                       | 17                      | 3                       | 18                      | 20                      | 35                      | 21                      | TBA    |

| Название | Год  | Высшая позиция | Высшая позиция | Высшая позиция | Альбом                    |
| Название | Год  | KOR Gaon       | KOR Billboard  | US World       | Альбом                    |
| --- | ---- | -------------- | -------------- | -------------- | ------------------------- |
| «Blue Frog (청개구리)» (при участии G-Dragon) | 2012 | 9              | —              | 20             | PSY 6 (Six Rules), Part 1 |
| «Passionate Goodbye (뜨거운 안녕)» (при участии Sung Si-kyung) | 2012 | 4              | 6              | 22             | PSY 6 (Six Rules), Part 1 |
| «Year of 77 (77학개론)» (при участии LeeSsang и Ким Джин Пио) | 2012 | 10             | —              | —              | PSY 6 (Six Rules), Part 1 |
| «What Would Have Been (어땠을까)» (при участии Lena Park) | 2012 | 9              | 7              | —              | PSY 6 (Six Rules), Part 1 |
| «Never Say Goodbye» (при участии Yoon Do-hyun) | 2012 | 14             | —              | —              | PSY 6 (Six Rules), Part 1 |
| «Dream» (при участии XIA из JYJ) | 2015 | 5              | н/д            | —              | Chiljip Psy-da            |
| «I Remember You» (при участии Zion.T) | 2015 | 10             | н/д            | —              | Chiljip Psy-da            |
| «아저씨SWAG» (при участии Gaeko из Dynamic Duo) | 2015 | 17             | н/д            | —              | Chiljip Psy-da            |
| «댄스쟈키» | 2015 | 19             | н/д            | —              | Chiljip Psy-da            |
| «ROCKnROLLbaby» (при участии will.i.am) | 2015 | 20             | н/д            | —              | Chiljip Psy-da            |
| «좋은날이 올거야» (при участии Jeon In-kwon) | 2015 | 22             | н/д            | —              | Chiljip Psy-da            |
| «SING (PSYmix)» (совместно с Эдом Шираном) | 2015 | 28             | н/д            | —              | Chiljip Psy-da            |
| «LOVE» (при участии Тхэяна) | 2017 | 12             | н/д            | —              | 4X2=8                     |
| «Last Scene» (при участии Ли Сон-гён) | 2017 | 13             | н/д            | —              | 4X2=8                     |
| «Bomb» (при участии B.I и Bobby) | 2017 | 14             | н/д            | —              | 4X2=8                     |
| «Fact Assault» (при участии G-Dragon) | 2017 | 16             | н/д            | —              | 4X2=8                     |
| «Auto Reverse» (при участии Tablo) | 2017 | 30             | н/д            | —              | 4X2=8                     |
| «We Are Young» | 2017 | 33             | н/д            | —              | 4X2=8                     |
| «Refuge» | 2017 | 34             | н/д            | —              | 4X2=8                     |
| «Rock Will Never Die» | 2017 | 45             | н/д            | —              | 4X2=8                     |
| «—» обозначает запись, которая не попала в чарт или не была выпущена на этой территории. Комментарий: Billboard Korea K-Pop Hot 100 был запущен в августе 2011 года и прекращён в июле 2014 года. |      |                |                |                |                           |

## Музыкальные видео

### В качестве ведущего исполнителя
| Название                                    | Другие исполнители | Альбом                     | Год  | Видео        |
| ------------------------------------------- | ------------------ | -------------------------- | ---- | ------------ |
| «Bird (새)»                                 | none               | PSY from the Psycho World! | 2001 |              |
| «The End (끝)»                              | none               | PSY from the Psycho World! | 2001 |              |
| «Hooray (얼씨구)»                           | none               | Ssa2                       | 2002 |              |
| «Paradise (낙원)»                           | Lee Jae-hoon       | 3 Mai                      | 2002 |              |
| «Champion (챔피언)»                         | none               | 3 Mai                      | 2002 |              |
| «Delight (환희)»                            | none               | Remake & Mix 18 Beon       | 2005 |              |
| «Father (아버지)»                           | none               | Remake & Mix 18 Beon       | 2005 |              |
| «Urbanite (도시인)»                         | none               | Remake & Mix 18 Beon       | 2005 |              |
| «We Are the One»                            | none               | Ssajib                     | 2006 |              |
| «Beautiful Goodbye 2 (아름다운 이별 2)»     | Lee Jae-hoon       | Ssajib                     | 2006 |              |
| «Entertainer (연예인)»                      | none               | Ssajib                     | 2006 |              |
| «Because It’s Raining (비오니까)»           | none               | Ssajib                     | 2007 |              |
| «Ring for Me Once Again»                    | Kim Jang Hoon      | none                       | 2010 |              |
| «Right Now» + версия Seo Woo                | none               | PsyFive                    | 2010 | Seo Woo Ver. |
| «It’s Art (예술이야)»                       | none               | PsyFive                    | 2011 |              |
| «Korea»                                     | none               | none                       | 2012 |              |
| «Gangnam Style (강남스타일)»                | none               | PSY 6 (Six Rules), Part 1  | 2012 |              |
| «Oppa Is Just My Style (오빤 딱 내 스타일)» | Хёна               | none                       | 2012 |              |
| «Gentleman»                                 | none               | none                       | 2013 |              |
| «Hangover»                                  | Snoop Dogg         | none                       | 2014 |              |
| «Father (아버지)»                           | Лан Лан            | none                       | 2015 |              |
| «Daddy»                                     | CL из 2NE1         | Chiljib PSY-Da             | 2015 |              |
| «Napal Baji»                                | none               | Chiljib PSY-Da             | 2015 |              |
| «I Luv It»                                  | none               | 4X2=8                      | 2017 |              |
| «New Face»                                  | none               | 4X2=8                      | 2017 |              |